# César Azpilicueta
Azpilicueta  Tanco est un nom espagnol. Le premier nom de famille, en général paternel, est Azpilicueta ; le second, en général maternel, souvent omis, est Tanco.
César Azpilicueta Tanco, né le 28 août 1989 à Zizur Mayor (Espagne), est un footballeur international espagnol qui évolue au poste de défenseur.
Défenseur polyvalent capable d'évoluer à tous les postes en défense, César Azpilicueta s'impose dans le club londonien du Chelsea FC comme étant l'un des défenseurs les plus fiables du championnat d'Angleterre, ne ratant que très peu de matchs pour blessure au cours de sa carrière.

## Biographie

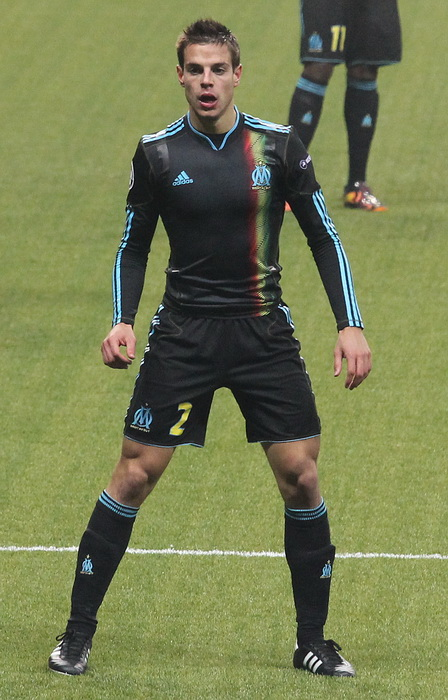
César Azpilicueta sous le maillot de l'Olympique de Marseille (2010).

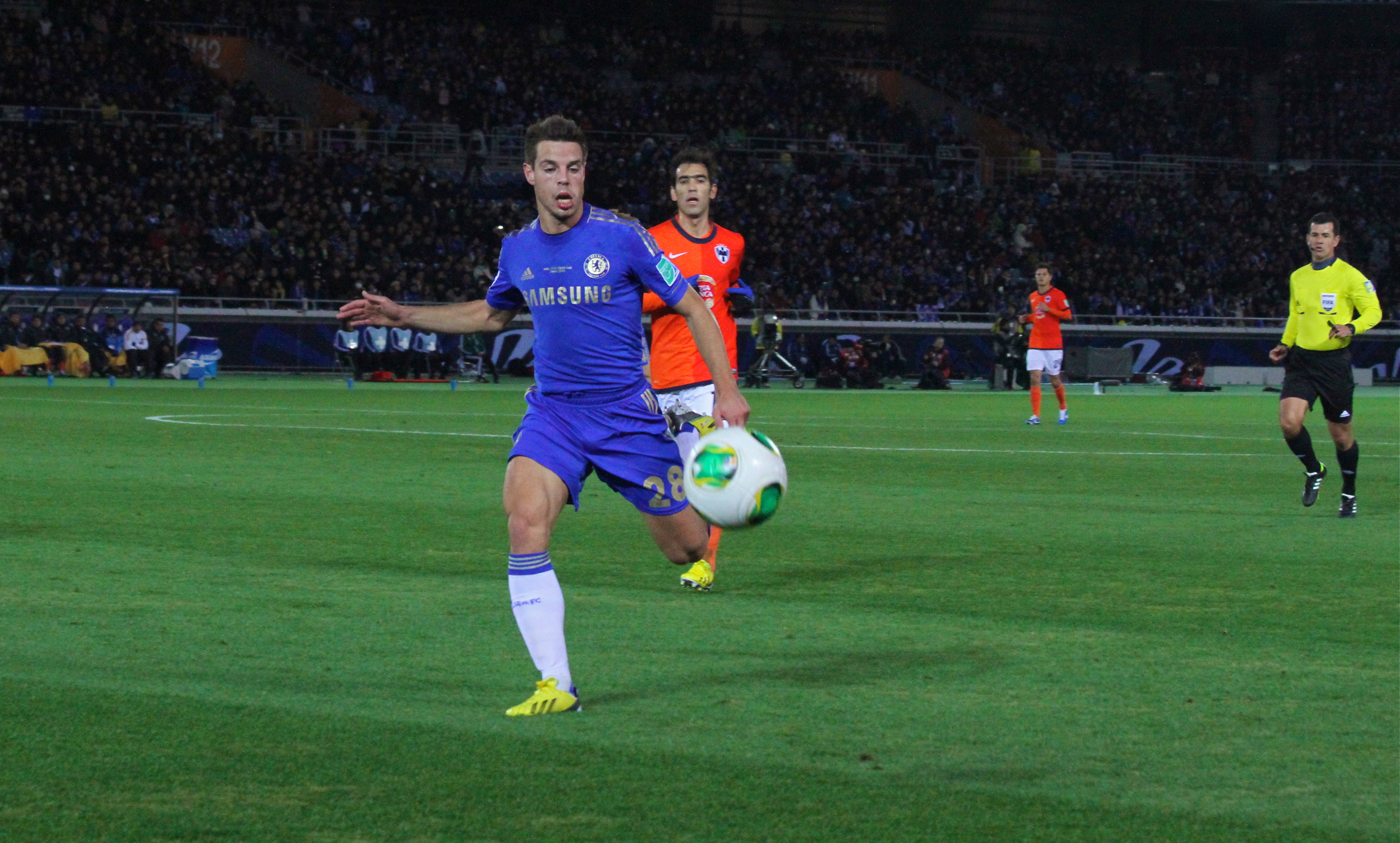
César Azpilicueta durant sa première saison au Chelsea FC, ici en Coupe du monde des clubs (2012).

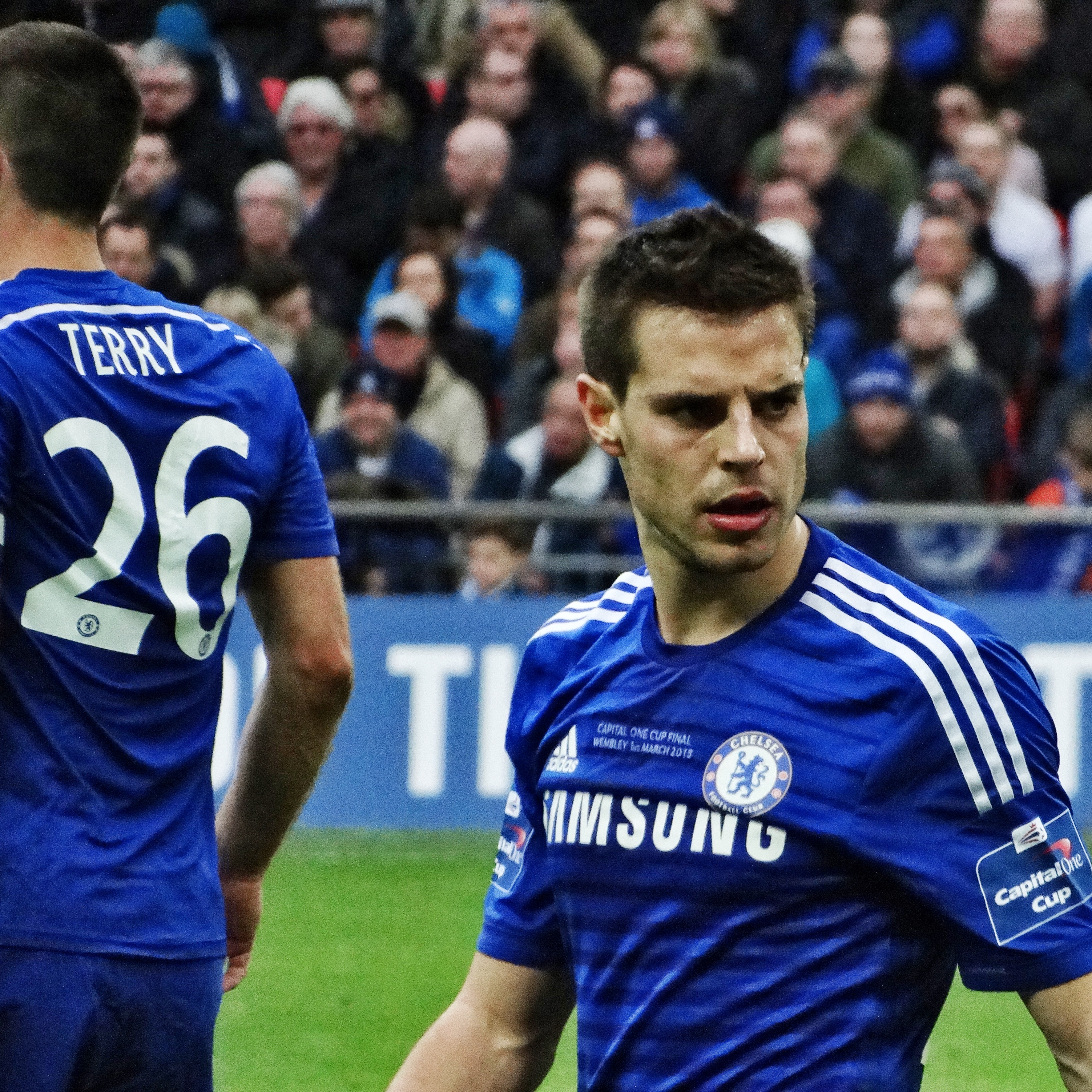
César Azpilicueta en finale de la Coupe de la Ligue anglaise (2015).

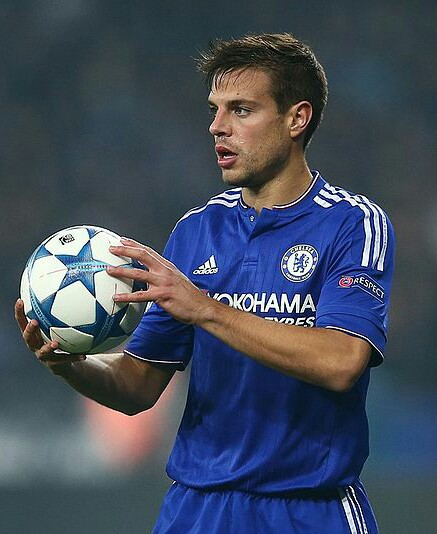
César Azpilicueta sous les couleurs du Chelsea FC en Ligue des champions face au Dynamo Kiev (2015).

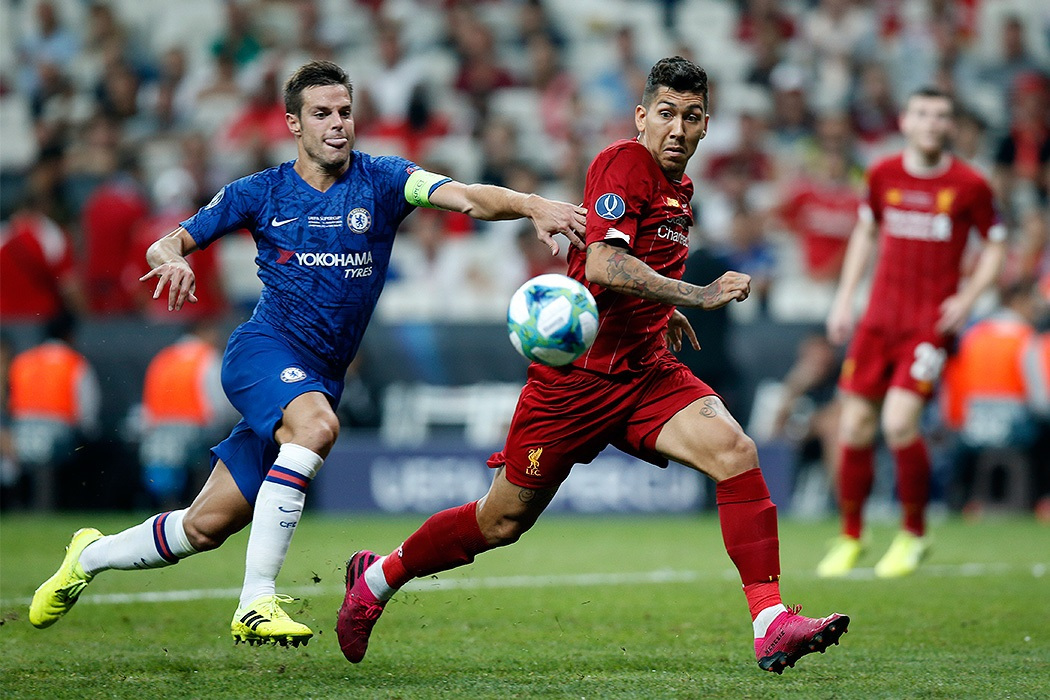
César Azpilicueta, alors capitaine du Chelsea FC, ici au duel face à Roberto Firmino du Liverpool FC (2019).

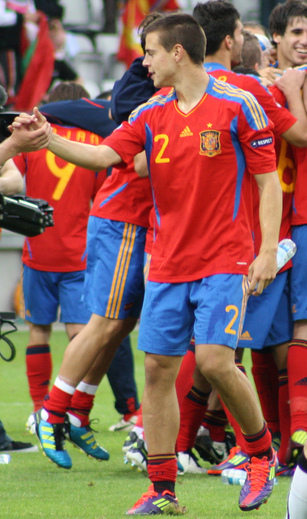
César Azpilicueta sous les couleurs de l'équipe d'Espagne espoirs (2011).

### Formation à Osasuna
Formé au CA Osasuna, César Azpilicueta évolue au poste d'attaquant avant d'être progressivement repositionné arrière latéral droit. Il fait ses débuts dans le championnat d'Espagne le 8 avril 2007 contre le Real Madrid. Au fil des matchs, il s'impose comme une valeur incontournable de son équipe. En avril 2010, il dispose d'une clause libératoire fixée à 15 millions d'euros, ce qui constitue le montant le plus élevé pour un joueur d'Osasuna.

### Olympique de Marseille
Le 21 juin 2010, l'Olympique de Marseille annonce avoir trouvé un accord avec Osasuna pour le transfert du joueur. Une semaine plus tard, le club de Pampelune annonce le transfert du joueur. L'indemnité du transfert est estimée à sept millions d'euros et le contrat court sur quatre saisons. Le 28 juillet suivant, il remporte son premier titre en club à la suite de la victoire de l'OM lors du Trophée des champions. Après des débuts poussifs et critiqués, il inscrit son premier but sous le maillot olympien face à l'AS Monaco le 10 novembre 2010. Par la même occasion, il offre la qualification en demi-finale de la Coupe de la Ligue et devient un joueur essentiel de l'équipe.
Le 27 novembre 2010, il se blesse gravement lors d'un match de championnat contre le Montpellier HSC. Souffrant d'une rupture du ligament croisé antérieur du genou gauche, il est éloigné des terrains pendant six mois. Didier Deschamps recrute Rod Fanni pour pallier l'absence du jeune espagnol durant la saison 2010-2011.
Azpilicueta refoule les terrains de Ligue 1 le 21 mai 2011 lors de la 37e journée de championnat face à Valenciennes (2-2). La saison suivante, le défenseur espagnol est régulièrement aligné par Didier Deschamps qui l'utilise à 44 reprises toutes compétitions confondues, il est d'ailleurs l'une des rares satisfactions de l'équipe au cours de cette saison difficile, notamment dans sa deuxième partie.

### Chelsea FC
Le 24 août 2012, César Azpilicueta signe un contrat de cinq ans en faveur du Chelsea FC, contre 8 millions d'euros, plus bonus,. Le 25 septembre suivant, il prend part à son premier match avec les Blues en étant titularisé lors de la rencontre de League Cup face à Wolverhampton (victoire 6-0). Si ses premiers mois sont hésitants en raison de son adaptation au football anglais, Azpilicueta s'installe petit à petit au sein de la défense des Blues. Titulaire en finale de la Ligue Europa, il aide les siens à remporter leur premier sacre dans la compétition après une victoire 2-1 face à Benfica Lisbonne.
Durant l'été 2013, José Mourinho revient à Chelsea et place très rapidement Azpilicueta sur le côté gauche de la défense. L'espagnol enchaine alors les performances de qualité et devient indéboulonnable dans l'équipe, détrônant la légende du club Ashley Cole. Le 29 octobre 2013, il inscrit son tout premier but pour Chelsea lors d'un derby londonien face à Arsenal en League Cup. Malgré une bonne saison, Chelsea craque en fin d'exercice aussi bien en championnat qu'en Ligue des Champions et ne remporte aucun trophée. En fin d'année, il sera nommé dans le 11 type de l'année (Premier League) et il gagnera le titre de meilleur joueur de l'année de Chelsea (sur le vote des joueurs et staff).
Lors de la saison 2014-2015, César Azpilicueta conserve sa place de titulaire au sein de la défense et est considéré comme no 1 dans la hiérarchie des latéraux devant la recrue estivale brésilienne Filipe Luis. Chelsea réalise alors une saison de grande qualité et caracole en tête du championnat. Azpilicueta forme une des défenses les plus solides du royaume aux côtés de Branislav Ivanović, Gary Cahill et John Terry. Il remporte son second trophée à Chelsea le 1er mars 2015 en battant Tottenham en finale de la League Cup et deux mois plus tard, il est sacré champion d'Angleterre pour la première fois.
La saison suivante est nettement plus compliquée pour Azpilicueta et pour Chelsea. Il reste titulaire mais les performances du club londonien sont à des années-lumière de celles de la saison précédente. Chelsea termine l'exercice 2015-2016 à une médiocre dixième place et ne remporte aucun trophée.
La saison suivante sera toutefois beaucoup plus glorieuse. Antonio Conte arrive au club, met en place un 3-4-3 et installe Azpilicueta au cœur de sa défense à trois aux côtés de David Luiz et Gary Cahill. Le 22 avril, il est pour la première fois capitaine de Chelsea à l'occasion d'une 1/2 finale de FA Cup face à Tottenham. Quelques semaines plus tard, il remporte son second titre de champion d'Angleterre mais s'incline en finale de la FA Cup.
La saison suivante, Azpilicueta conserve sa place au cœur de la défense de Conte et porte même de plus en plus le brassard en l'absence de Cahill. En mai 2018, il remporte la FA Cup avec Chelsea après une victoire 1-0 contre Manchester United.
La saison suivante, le nouvel entraineur du club décide de remettre en place une défense à quatre et Azpilicueta retrouve sa position initiale sur le côté droit de l'arrière garde des Blues. Le 29 mai 2019, il remporte son sixième titre avec Chelsea en l'emportant une nouvelle fois en finale de la Ligue Europa, 4-1 face à Arsenal. Durant l'été 2019, Cahill quitte le club et Azpilicueta devient alors le capitaine officiel de Chelsea. Il s'affirme comme le leader principal du vestiaire chargé d'encadrer les jeunes comme Reece James ou Mason Mount. La saison 2019-2020 se clôture sans trophée pour Chelsea malgré une finale en FA Cup. En 2021, à la suite de l'arrivée de Thomas Tuchel sur le banc de Chelsea, Azpilicueta se voit une nouvelle fois repositionné au sein de la défense à trois de Chelsea, et dépanne même de temps en temps au poste de piston droit. Le 29 mai 2021, il devient le second capitaine de Chelsea à remporter la Ligue des champions après Frank Lampard, le 19 mai 2012 et inscrit un peu plus son nom dans la légende du club.
En août 2021, il remporte la Supercoupe de l'UEFA en battant Villarreal aux tirs au but.

### Atlético de Madrid
Le 6 juillet 2023, libéré de sa dernière année de contrat avec Chelsea FC, César Azpilicueta s'engage avec l'Atlético de Madrid en paraphant un contrat d'un an jusqu'en 2024,,. En janvier, il subit une rupture d'un ménisque externe. À ce stade de la saison, il n'a pas atteint le nombre suffisant de minutes jouées en compétition pour garantir une prolongation automatique de son contrat. Le 30 juin 2024, il prolonge d'un saison, soit jusqu'en juin 2025.
Le 30 juin 2025, l'Atlético de Madrid officialise le départ du joueur au terme de son contrat.

### Sélection nationale
Avec les moins de 17 ans, César Azpilicueta prend part au championnat d'Europe des moins de 17 ans en 2006. Lors de ce tournoi qui se déroule au Luxembourg, il joue quatre matchs. L'Espagne se classe troisième du tournoi, en battant l'Allemagne lors de la "petite finale", après une séance de tirs au but.
Avec les moins de 19 ans, il participe au championnat d'Europe des moins de 19 ans à deux reprises, en 2007 puis en 2008. Lors de l'édition 2007 organisée en Autriche, il joue cinq matchs. Il s'illustre en inscrivant un but en phase de groupe contre le pays organisateur. L'Espagne est sacrée championne d'Europe en battant la Grèce en finale. Lors de l'édition 2008 qui se déroule en Tchéquie, il joue trois rencontres. Avec un bilan d'une seule victoire et deux défaites, l'Espagne est cette fois-ci éliminée dès le premier tour.
En juin 2009, il participe au championnat d'Europe espoirs organisé en Suède. Lors de cette compétition, il joue deux matchs. Avec un bilan d'une victoire, un nul et une défaite, l'Espagne est éliminée dès le premier tour de la compétition. Après le championnat d'Europe, il se met en évidence en marquant un but contre les Pays-Bas. C'est son seul et unique but avec les espoirs.
Quelques mois après l'Euro, il dispute la Coupe du monde des moins de 20 ans qui se déroule en Égypte. Lors du mondial junior, il joue quatre matchs. Il se met en évidence en délivrant une passe décisive lors de la large victoire en phase de groupe contre Tahiti. Il officie ensuite comme capitaine lors du huitième de finale perdu face à l'Italie.
En 2010, il est sélectionné dans la liste élargie de 30 joueurs retenus par le sélectionneur Vicente del Bosque en vue de la Coupe du monde 2010, mais ne figure finalement pas dans la liste des 23.
En juin 2011, il participe pour la seconde fois au championnat d'Europe espoirs, qui se déroule au Danemark. Lors de cette compétition, il n'est pas titulaire et prend part à une seule rencontre, en phase de groupe face à l'Ukraine. L'Espagne remporte le tournoi en battant la Suisse en finale.
Le 3 juillet 2012, Azpilicueta fait partie des 22 joueurs sélectionnés par Luis Milla pour disputer les Jeux olympiques de Londres avec l'Espagne. Le 15 juillet suivant, il est nommé capitaine de cette dernière. Les joueurs espagnols sont éliminés dès le premier tour à la suite de leurs deux défaites en deux matchs.
Le 6 février 2013, Azpilicueta honore sa première sélection en équipe d'Espagne lors d'un match amical disputé au Qatar contre l'Uruguay. Quelques mois plus tard, il est retenu par le sélectionneur Vicente del Bosque afin de participer à la Coupe des confédérations qui se déroule au Brésil. Il joue deux matchs lors de cette compétition, dont notamment la finale perdue face au pays organisateur.
Azpilicueta figure sans surprise sur la liste des convoqués pour la Coupe du monde 2014 avec l'Espagne. Lors de ce mondial organisé au Brésil, il joue deux rencontres de phase de poule, contre les Pays-Bas et le Chili. Avec un bilan d'une seule victoire et deux défaites, l'Espagne est éliminée dès le premier tour du mondial.
Membre d'une liste provisoire de 25 joueurs espagnols sélectionnés pour disputer l'Euro 2016, il fait partie de la liste définitive de 23 joueurs annoncée le 31 mai.
Lors du championnat d'Europe 2016 organisée en France, Azpilicueta ne prend part qu'à une seule rencontre, en phase de groupe face à l'Ukraine. L'Espagne s'incline en huitièmes de finale face à l'Italie.
Azpilicueta est ensuite retenu par le sélectionneur Fernando Hierro afin de participer à la Coupe du monde 2018 organisée en Russie. Lors de ce mondial, il doit se contenter du banc des remplaçants et ne joue pas la moindre minute. L'Espagne s'incline en huitièmes de finale face au pays organisateur, après une séance de tirs au but.
Par la suite, il fait partie de la liste de 24 joueurs établie par le sélectionneur Luis Enrique pour l'Euro 2020. Durant le tournoi, il marqua son premier but international lors d'un match face à la Croatie comptant pour les huitièmes de finale.
Le 11 novembre 2022, il fait partie de la sélection de 26 joueurs établie par Luis Enrique pour participer à la Coupe du monde 2022.

## Statistiques
| Saison                | Club                   | Championnat           | Championnat | Championnat | Coupe nationale | Coupe nationale | Coupe de la Ligue | Coupe de la Ligue | Supercoupe | Supercoupe | Compétition(s) continentale(s) | Compétition(s) continentale(s) | Compétition(s) continentale(s) | Coupe du monde des clubs | Coupe du monde des clubs | Supercoupe UEFA | Supercoupe UEFA | Espagne | Espagne | Total | Total |
| Saison                | Club                   | Division              | M.          | B.          | M.              | B.              | M.                | B.                | M.         | B.         | Comp.                          | M.                             | B.                             | M.                       | B.                       | M.              | B.              | M.      | B.      | M.    | B.    |
| 2006-2007             | CA Osasuna             | Liga                  | 1           | 0           | 1               | 0               | -                 | -                 | -          | -          | C3                             | 1                              | 0                              | -                        | -                        | -               | -               | -       | -       | 3     | 0     |
| 2007-2008             | CA Osasuna             | Liga                  | 29          | 0           | -               | -               | -                 | -                 | -          | -          | -                              | -                              | -                              | -                        | -                        | -               | -               | -       | -       | 29    | 0     |
| 2008-2009             | CA Osasuna             | Liga                  | 36          | 0           | 2               | 0               | -                 | -                 | -          | -          | -                              | -                              | -                              | -                        | -                        | -               | -               | -       | -       | 38    | 0     |
| 2009-2010             | CA Osasuna             | Liga                  | 33          | 0           | 5               | 0               | -                 | -                 | -          | -          | -                              | -                              | -                              | -                        | -                        | -               | -               | -       | -       | 38    | 0     |
| Sous-total            | Sous-total             | Sous-total            | 99          | 0           | 8               | 0               | -                 | -                 | -          | -          | -                              | 1                              | 0                              | -                        | -                        | -               | -               | -       | -       | 108   | 0     |
| 2010-2011             | Olympique de Marseille | Ligue 1               | 15          | 0           | -               | -               | 1                 | 1                 | 1          | 0          | C1                             | 4                              | 0                              | -                        | -                        | -               | -               | -       | -       | 21    | 1     |
| 2011-2012             | Olympique de Marseille | Ligue 1               | 30          | 1           | 3               | 0               | 3                 | 0                 | 0          | 0          | C1                             | 8                              | 0                              | -                        | -                        | -               | -               | -       | -       | 44    | 1     |
| 2012-2013             | Olympique de Marseille | Ligue 1               | 2           | 0           | -               | -               | -                 | -                 | -          | -          | C3                             | 1                              | 0                              | -                        | -                        | -               | -               | -       | -       | 3     | 0     |
| Sous-total            | Sous-total             | Sous-total            | 47          | 1           | 3               | 0               | 4                 | 1                 | 1          | 0          | -                              | 13                             | 0                              | -                        | -                        | -               | -               | -       | -       | 68    | 2     |
| 2012-2013             | Chelsea FC             | Premier League        | 27          | 0           | 5               | 0               | 5                 | 0                 | -          | -          | C1+C3                          | 1+8                            | 0+0                            | 2                        | 0                        | -               | -               | 4       | 0       | 52    | 0     |
| 2013-2014             | Chelsea FC             | Premier League        | 29          | 0           | 2               | 0               | 3                 | 1                 | -          | -          | C1                             | 10                             | -                              | -                        | -                        | 0               | 0               | 4       | 0       | 48    | 1     |
| 2014-2015             | Chelsea FC             | Premier League        | 29          | 0           | 2               | 0               | 5                 | 0                 | -          | -          | C1                             | 4                              | 0                              | -                        | -                        | -               | -               | 3       | 0       | 43    | 0     |
| 2015-2016             | Chelsea FC             | Premier League        | 37          | 2           | 3               | 0               | 0                 | 0                 | 1          | 0          | C1                             | 8                              | 0                              | -                        | -                        | -               | -               | 5       | 0       | 54    | 2     |
| 2016-2017             | Chelsea FC             | Premier League        | 38          | 1           | 6               | 0               | 3                 | 1                 | -          | -          | -                              | -                              | -                              | -                        | -                        | -               | -               | 3       | 0       | 50    | 2     |
| 2017-2018             | Chelsea FC             | Premier League        | 37          | 2           | 4               | 0               | 2                 | 0                 | 1          | 0          | C1                             | 8                              | 1                              | -                        | -                        | -               | -               | 3       | 0       | 55    | 3     |
| 2018-2019             | Chelsea FC             | Premier League        | 38          | 1           | 3               | 0               | 6                 | 0                 | 1          | 0          | C3                             | 9                              | 0                              | -                        | -                        | -               | -               | 3       | 0       | 60    | 1     |
| 2019-2020             | Chelsea FC             | Premier League        | 36          | 2           | 5               | 0               | 0                 | 0                 | -          | -          | C1                             | 7                              | 2                              | -                        | -                        | 1               | 0               | -       | -       | 49    | 4     |
| 2020-2021             | Chelsea FC             | Premier League        | 26          | 1           | 4               | 0               | 2                 | 0                 | -          | -          | C1                             | 11                             | 0                              | -                        | -                        | -               | -               | 4       | 1       | 47    | 2     |
| 2021-2022             | Chelsea FC             | Premier League        | 27          | 1           | 4               | 1               | 4                 | 0                 | -          | -          | C1                             | 9                              | 1                              | 2                        | 0                        | 1               | 0               | 11      | 0       | 58    | 3     |
| 2022-2023             | Chelsea FC             | Premier League        | 25          | 0           | 1               | 0               | 1                 | 0                 | -          | -          | C1                             | 5                              | 0                              | -                        | -                        | -               | -               | 4       | 0       | 36    | 0     |
| Sous-total            | Sous-total             | Sous-total            | 349         | 10          | 39              | 1               | 31                | 2                 | 3          | 0          | -                              | 80                             | 4                              | 4                        | 0                        | 2               | 0               | 44      | 1       | 552   | 18    |
| 2023-2024             | Atlético de Madrid     | Liga                  | 25          | 0           | 2               | 0               | -                 | -                 | 1          | 0          | C1                             | 6                              | 0                              | -                        | -                        | -               | -               | -       | -       | 34    | 0     |
| 2024-2025             | Atlético de Madrid     | Liga                  | 14          | 1           | 4               | 0               | -                 | -                 | -          | 0          | C1                             | 2                              | 0                              | -                        | -                        | -               | -               | -       | -       | 20    | 1     |
| Sous-total            | Sous-total             | Sous-total            | 39          | 1           | 6               | 0               | -                 | -                 | 1          | 0          | -                              | 8                              | 0                              | -                        | -                        | -               | -               | -       | -       | 54    | 1     |
| Total sur la carrière | Total sur la carrière  | Total sur la carrière | 534         | 12          | 56              | 1               | 35                | 3                 | 6          | 0          | -                              | 101                            | 4                              | 4                        | 0                        | 2               | 0               | 44      | 1       | 782   | 21    |

### Liste des matchs internationaux
| Matchs internationaux de César Azpilicueta | Matchs internationaux de César Azpilicueta | Matchs internationaux de César Azpilicueta            | Matchs internationaux de César Azpilicueta | Matchs internationaux de César Azpilicueta | Matchs internationaux de César Azpilicueta | Matchs internationaux de César Azpilicueta                        |
|                                            | Date                                       | Lieu                                                  | Adversaire                                 | Résultat                                   | Compétition                                | Notes                                                             |
| ------------------------------------------ | ------------------------------------------ | ----------------------------------------------------- | ------------------------------------------ | ------------------------------------------ | ------------------------------------------ | ----------------------------------------------------------------- |
| 1.                                         | 6 février 2013                             | Khalifa International Stadium, Doha, Qatar            | Uruguay                                    | 3 - 1                                      | Match amical                               | Titulaire.                                                        |
| 2.                                         | 8 juin 2013                                | Sun Life Stadium, Miami, États-Unis                   | Haïti                                      | 2 - 1                                      | Match amical                               | Titulaire.                                                        |
| 3.                                         | 20 juin 2013                               | Stade Maracanã, Rio de Janeiro, Brésil                | Tahiti                                     | 10 - 0                                     | Coupe des confédérations 2013              | Titulaire.                                                        |
| 4.                                         | 30 juin 2013                               | Stade Maracanã, Rio de Janeiro, Brésil                | Brésil                                     | 3 - 0                                      | Coupe des confédérations 2013              | Entre en jeu à la place de Álvaro Arbeloa à la 46e minute de jeu. |
| 5.                                         | 5 mars 2014                                | Stade Vicente Calderón, Madrid, Espagne               | Italie                                     | 1 - 0                                      | Match amical                               | Titulaire.                                                        |
| 6.                                         | 30 mai 2014                                | Stade Ramón-Sánchez-Pizjuán, Séville, Espagne         | Bolivie                                    | 2 - 0                                      | Match amical                               | Titulaire.                                                        |
| 7.                                         | 13 juin 2014                               | Arena Fonte Nova, Salvador, Brésil                    | Pays-Bas                                   | 1 - 5                                      | Mondial 2014                               | Titulaire.                                                        |
| 8.                                         | 18 juin 2014                               | Stade Maracanã, Rio de Janeiro, Brésil                | Chili                                      | 0 - 2                                      | Mondial 2014                               | Titulaire.                                                        |
| 9.                                         | 4 septembre 2014                           | Stade de France, Saint-Denis, France                  | France                                     | 1 - 0                                      | Match amical                               | Titulaire.                                                        |
| 10.                                        | 18 novembre 2014                           | Stade Balaídos, Vigo, Espagne                         | Allemagne                                  | 0 - 1                                      | Match amical                               | Titulaire.                                                        |
| 11.                                        | 12 octobre 2015                            | Stade olympique, Kiev, Ukraine                        | Ukraine                                    | 0 - 1                                      | Éliminatoires Euro 2016                    | Titulaire.                                                        |
| 12.                                        | 13 novembre 2015                           | Stade José Rico Pérez, Alicante, Espagne              | Angleterre                                 | 2 - 0                                      | Match amical                               | Entre en jeu à la place de Marc Bartra à la 82e minute de jeu.    |
| 13.                                        | 24 mars 2016                               | Stade Friuli, Udinese, Italie                         | Italie                                     | 1 - 1                                      | Match amical                               | Titulaire.                                                        |
| 14.                                        | 29 mai 2016                                | AFG Arena, Saint-Gall, Suisse                         | Bosnie-Herzégovine                         | 1 - 3                                      | Match amical                               | Titulaire.                                                        |
| 15.                                        | 1er juin 2016                              | Red Bull Arena, Salzbourg, Autriche                   | Corée du Sud                               | 1 - 6                                      | Match amical                               | Titulaire et remplacé par Jordi Alba à la 46e minute de jeu.      |
| 16.                                        | 17 juin 2016                               | Allianz Riviera, Nice, France                         | Turquie                                    | 0 - 3                                      | Euro 2016                                  | Entre en jeu à la place de Jordi Alba à la 81e minute de jeu.     |
| 17.                                        | 1er septembre 2016                         | Stade Roi Baudouin, Bruxelles, Belgique               | Belgique                                   | 0 - 2                                      | Match amical                               | Entre en jeu à la place de Jordi Alba à la 59e minute de jeu.     |
| 18.                                        | 15 novembre 2016                           | Stade de Wembley, Londres, Angleterre                 | Angleterre                                 | 2 - 2                                      | Match amical                               | Titulaire.                                                        |
| 19.                                        | 7 juin 2017                                | Stade de la Nueva Condomina, Murcie, Espagne          | Colombie                                   | 2 - 2                                      | Match amical                               | Titulaire                                                         |
| 20.                                        | 15 novembre 2016                           | Stade Teddy, Jérusalem, Israël                        | Israël                                     | 0 - 1                                      | Éliminatoires mondial 2018                 | Titulaire.                                                        |
| 21.                                        | 27 mars 2018                               | Estadio Metropolitano, Madrid, Espagne                | Argentine                                  | 6 - 1                                      | Match amical                               | Entre en jeu à la place de Gérard Piqué à la 72e minute de jeu.   |
| 22.                                        | 3 juin 2018                                | Stade de la Cerámica, Vila-real, Espagne              | Suisse                                     | 1 - 1                                      | Match amical                               | Titulaire.                                                        |
| 23.                                        | 11 septembre 2018                          | Stade Martínez Valero, Elche, Espagne                 | Croatie                                    | 6 - 0                                      | Ligue des nations                          | Entre en jeu à la place de Dani Carvajal à la 75e minute de jeu.  |
| 24.                                        | 11 octobre 2018                            | Millennium Stadium, Cardiff, Pays de Galles           | Pays de Galles                             | 1 - 4                                      | Match amical                               | Titulaire et remplacé par Jonny à la 63e minute de jeu.           |
| 25.                                        | 18 novembre 2018                           | Stade de Grande Canarie, Las Palmas, Espagne          | Bosnie-Herzégovine                         | 1 - 0                                      | Match amical                               | Entre jeu à la place de Jonny à la 51e minute de jeu.             |
| 26.                                        | 23 juin 2021                               | Stade olympique, Séville, Espagne                     | Slovaquie                                  | 5 - 0                                      | Euro 2020                                  | Titulaire et remplacé par Mikel Oyarzabal à la 77e minute de jeu. |
| 27.                                        | 28 juin 2021                               | Parken Stadium, Copenhague, Danemark                  | Croatie                                    | 3 - 5 ap                                   | Euro 2020                                  | Titulaire et buteur.                                              |
| 28.                                        | 2 juillet 2021                             | Stade de Saint-Pétersbourg, Saint-Pétersbourg, Russie | Suisse                                     | 1 - 1 (1 tab 3)                            | Euro 2020                                  | Titulaire.                                                        |
| 29.                                        | 6 juillet 2021                             | Wembley Stadium, Londres, Angleterre                  | Italie                                     | 1 - 1 (2 tab 4)                            | Euro 2020                                  | Titulaire et remplacé par Marcos Llorente à la 85e minute de jeu. |
| 30.                                        | 3 septembre 2021                           | Friends Arena, Solna, Suède                           | Suède                                      | 2 - 1                                      | Éliminatoires mondial 2022                 | Titulaire.                                                        |
| 31.                                        | 5 septembre 2021                           | Nuevo Vivero, Badajoz, Espagne                        | Géorgie                                    | 4 - 0                                      | Éliminatoires mondial 2022                 | Titulaire.                                                        |
| 32.                                        | 9 septembre 2021                           | Stade de Fadil Vokrri, Pristina, Kosovo               | Kosovo                                     | 0 - 2                                      | Éliminatoires mondial 2022                 | Entre en jeu à la place de Carlos Soler à la 58e minute de jeu.   |
| 33.                                        | 6 octobre 2021                             | San Siro, Milan, Italie                               | Italie                                     | 1 - 2                                      | Ligue des nations                          | Titulaire.                                                        |
| 34.                                        | 10 octobre 2021                            | San Siro, Milan, Italie                               | France                                     | 1 - 2                                      | Ligue des nations                          | Titulaire.                                                        |
| 35.                                        | 11 novembre 2021                           | Stade olympique, Athènes, Grèce                       | Grèce                                      | 0 - 1                                      | Éliminatoires mondial 2022                 | Entre en jeu à la place de Íñigo Martínez à la 89e minute de jeu. |
| 36.                                        | 14 novembre 2021                           | Stade olympique, Séville, Espagne                     | Suède                                      | 1 - 0                                      | Éliminatoires mondial 2022                 | Titulaire.                                                        |
| 37.                                        | 26 mars 2022                               | RCDE Stadium, Cornellà de Llobregat, Espagne          | Albanie                                    | 2 - 1                                      | Match amical                               | Entre en jeu à la place de Dani Carvajal à la 71e minute de jeu.  |
| 38.                                        | 29 mars 2022                               | Stade de Riazor, La Corogne, Espagne                  | Islande                                    | 5 - 0                                      | Match amical                               | Titulaire et remplacé par Pedri à la 81e minute de jeu.           |
| 39.                                        | 2 juin 2022                                | Stade Benito-Villamarín, Séville, Espagne             | Portugal                                   | 1 - 1                                      | Ligue des nations                          | Titulaire.                                                        |
| 40.                                        | 9 juin 2022                                | Stade de Genève, Lancy, Suisse                        | Suisse                                     | 0 - 1                                      | Ligue des nations                          | Titulaire.                                                        |
| 41.                                        | 24 septembre 2022                          | Stade de La Romareda, Saragosse, Espagne              | Suisse                                     | 1 - 2                                      | Ligue des nations                          | Titulaire et remplacé par Carlos Soler à la 87e minute de jeu.    |
| 42.                                        | 17 novembre 2022                           | Stade international d'Amman, Amman, Jordanie          | Jordanie                                   | 1 - 3                                      | Match amical                               | Entre en jeu à la place de Dani Carvajal à la 46e minute de jeu.  |
| 43.                                        | 23 novembre 2022                           | Stade Al-Thumama, Doha, Qatar                         | Costa Rica                                 | 7 - 0                                      | Coupe du monde 2022                        | Titulaire.                                                        |
| 44.                                        | 1er décembre 2022                          | Stade international de Khalifa, Doha, Qatar           | Japon                                      | 2 - 1                                      | Coupe du monde 2022                        | Titulaire et remplacé par Dani Carvajal à la 46e minute de jeu.   |

### Buts internationaux
| #  | Date         | Lieu                                 | Adversaire | Score | Résultat | Compétition |
| -- | ------------ | ------------------------------------ | ---------- | ----- | -------- | ----------- |
| 1. | 28 juin 2021 | Parken Stadium, Copenhague, Danemark | Croatie    | 1 - 2 | 3 - 5 ap | Euro 2020   |

## Palmarès

### En club
Avec l'Olympique de Marseille, César Azpilicueta remporte la coupe de la Ligue en 2011 en battant le Montpellier HSC et en 2012 en battant l'Olympique lyonnais. Il remporte également le Trophée des champions en 2010 devant l'ennemi juré du Paris SG mais il ne joue pas le trophée des champions 2011 remporté par l'OM. Il est également vice-champion de France en 2011.

Il est champion d'Angleterre en 2015 et 2017 avec Chelsea et remporte la Ligue Europa en 2013 et 2019. Il est également finaliste de la coupe du monde des clubs en 2012 et remporte la coupe de la ligue anglaise en 2015. Il remporte la FA Cup en 2018 et également finaliste de la FA Cup en 2017, 2020 et 2021. Le 29 mai 2021, il remporte la Ligue des Champions, et remporte la coupe du monde des clubs en 2021.

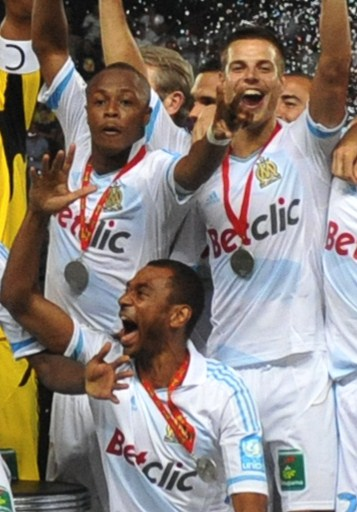
Azpilicueta (à droite) vainqueur du Trophée des champions avec Marseille.
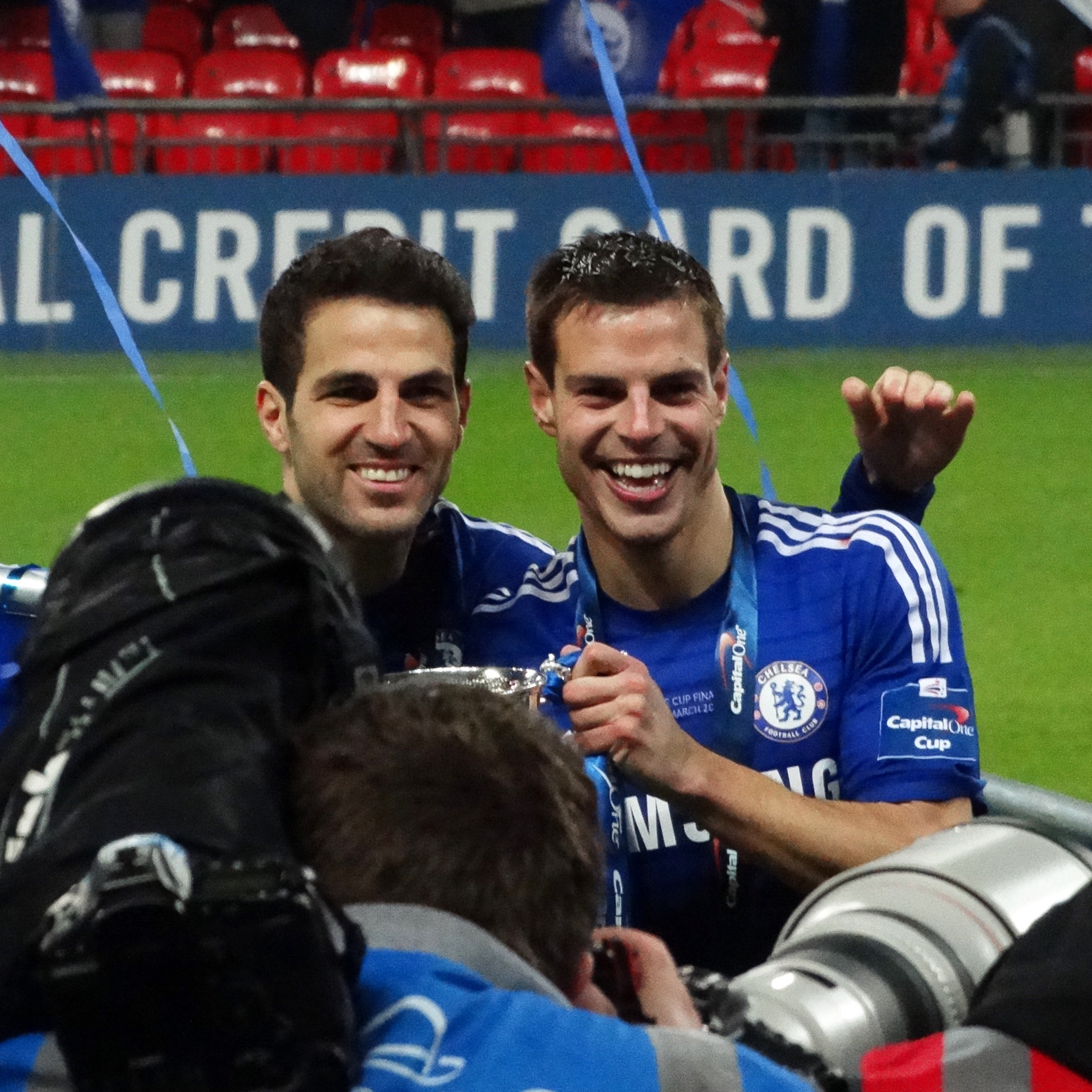
Azpilicueta avec son compatriote Cesc Fàbregas après la victoire de Chelsea en League Cup.

| Olympique de Marseille (3) | Chelsea (9) |
| --- | --- |
| - Championnat de France : - Vice-champion : 2011 et 2013. - Coupe de la Ligue : - Vainqueur : 2012. - Trophée des champions : - Vainqueur : 2010 et 2011. | - Coupe du monde des clubs : - Vainqueur : 2021. - Finaliste : 2012. - Ligue des champions : - Vainqueur : 2021. - Supercoupe de l'UEFA : - Vainqueur : 2021. - Finaliste : 2019. - Ligue Europa : - Vainqueur : 2013 et 2019. - Championnat d'Angleterre : - Champion : 2015 et 2017. - Coupe d'Angleterre : - Vainqueur : 2018. - Finaliste : 2017, 2020, 2021 et 2022. - Coupe de la Ligue : - Vainqueur : 2015. - Finaliste : 2019 et 2022. - Community Shield : - Finaliste : 2015, 2017 et 2018. |

### En équipe d'Espagne
César Azpilicueta est champion d'Europe des moins de 19 ans en 2007 et il est champion d'Europe espoirs en 2011 avec les équipes jeunes espagnols.
Avec l'Espagne, il est finaliste de la Coupe des confédérations 2013 et de la Ligue des nations 2021.

## Style de jeu
Reconnu pour son sens tactique, Azpilicueta a comme point fort dans sa manière de défendre le « jeu debout ». Il est aussi reconnu pour effectuer de très longues touches. Défenseur robuste et très rarement blessé, il a la particularité de pouvoir évoluer à presque tous les postes de la défense. Arrière droit à ses débuts à Osasuna puis Marseille, il devient latéral gauche à Chelsea sous les ordres de José Mourinho, devançant dans la hiérarchie l'une des recrues phares du club, le brésilien Filipe Luis. Lors de la saison 2016-2017, Antonio Conte remanie son équipe en 3-4-3, Azpilicueta évoluant alors en défense centrale, à droite de David Luiz.
Il possède également une bonne qualité de centre qui lui permet de délivrer des passes décisives à ses attaquants depuis les côtés.